# خلیج عقبه

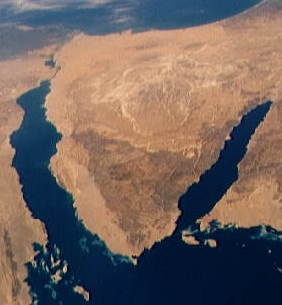
صحرای سینا و خلیج عقبه (در سمت راست) و خلیج سوئز یا همان دریای سرخ (چپ)، در تصویری که به‌وسیله شاتل فضایی مدل Sts-40 گرفته شده است

خلیج عَقَبه یا خلیج ایلات، نام خلیج بزرگی است در دریای سرخ که میان صحرای سینا در غرب و شبه جزیره عربستان در شرق قرار دارد. اسراییل، عربستان، مصر و اردن از همسایگان این خلیج هستند.
خلیج عقبه نیز یکی از مکان‌های مهم غواصی تفریحی در جهان است. آب‌های خلیج عقبه از نظر مرجان‌های دریایی غنی است و تنوع آبزیان در آن زیاد است. در برخی نقاط این خلیج عمداً کشتی‌ها و شناورهایی را غرق کرده‌اند تا بدنه این شناورها محل مناسبی برای رویش امن مرجان‌ها و آبزیان فراهم آورد. این خلیج تقریباً در نزدیکی خلیج عرب و خلیج عدن واقع شده است و به اقیانوس هند در وهله اول راه دارد.

## سیاست
این خلیج تنها راه ارتباط دریایی اسرائیل برای رسیدن به اقیانوس هند است. کشورهای عربی در گذشته بارها اسرائیل را به بستن این راه دریایی تهدید کرده‌اند.

## جغرافیا
بیشینهٔ ژرفای خلیج عقبه در مرکز آن و ۱٬۸۵۰ متر است. خلیج سوئز نسبت به خلیج عقبه پهنای بسیار بیشتری دارد اما عمق آن کمتر از ۱۰۰ متر است.
خلیج عقبه از جنوب (تنگهٔ تیران) تا نقطهٔ شمالی، یعنی محل تلاقی اسراییل، مصر و اردن، ۱۶۰ کیلومتر است. خلیج عقبه در عریض‌ترین نقطهٔ خود ۲۴ کیلومتر پهنا دارد.

## شهرها
در منتهی‌الیه شمالی خلیج عقبه سه شهر مهم وجود دارد: طابا در مصر، ایلات در اسراییل و عقبه در اردن. این سه شهر از بندرهای بازرگانی مهم و گردشگاه‌های جذاب برای گردشگران هستند. در نواحی جنوبی‌تر خلیج، حقل بزرگ‌ترین شهر عربستان در کنارهٔ خلیج عقبه است. در قسمت صحرای سینا شرم‌الشیخ و دهب شهرهای اصلی را تشکیل می‌دهند.
بزرگ‌ترین مرکز شهری پیرامون خلیج عقبه شهر عقبه در اردن با ۱۰۸ هزار نفر جمعیت است (در سال ۲۰۰۹ میلادی) و پس از آن شهر ایلات است که ۴۸ هزار نفر جمعیت دارد. (سرشماری ۲۰۰۹.)